# At-Tahir Wattar
At-Tahir Wattar (arabisch الطاهر وطار, DMG aṭ-Ṭāhir Waṭṭār; * 15. August 1936 in Sedrata; † 12. August 2010 in Algier) war ein algerischer Schriftsteller und Journalist.

## Leben
Nach einer traditionellen Bildung studierte er ab 1952 am Bin Badis Institut in Constantine Islamisches Recht, später in Tunesien, wo er sich mit klassischer und moderner arabischer Literatur aber auch französischer und Weltliteratur befasste. 1956 schloss er sich der algerischen Nationalen Befreiungsfront an und engagierte sich für die Unabhängigkeit. 1962 kehrte er aus Tunesien nach Algerien zurück. Wattar arbeitete als Journalist und war für mehrere arabischsprachige Zeitungen tätig. In den 1960er und 1970er Jahren gründete er mehrere arabische Wochenzeitungen, so al-Ahrar, al-Jamahir und al-Shaʿb. Die politisch links ausgerichteten Blätter wurden jedoch behördlicherseits geschlossen. Er verfasste Romane, Drehbücher, Kurzgeschichten und Dramen. Einige seiner Werke wurden in bis zu zehn Sprachen übersetzt. Sein erster Roman al-Laz wurde 1974 veröffentlicht und kritisierte Zustände und Vorgänge in der Nationalen Befreiungsfront. 1989 gründete er den Kulturverein al-Jahiziyya. Von 1989 bis 1992 leitete er die staatliche Rundfunkanstalt Algeriens.
2004 erhielt er von der UNESCO des Sharjah-Preis für die Förderung der arabischen Kultur.
Er verstarb nach zweijähriger Erkrankung im Jahr 2010 in Algier an Darmkrebs.